# Chasseur de monstres
Série
Chasseur de monstres 2
(2018)
Pour plus de détails, voir Fiche technique et Distribution.
Chasseur de monstres (捉妖记, Zhuō Yāo Jì), également connu sous le titre anglophone Monster Hunt, est un film chinois réalisé par Raman Hui, sorti en 2015.
La suite, Chasseur de monstres 2, sort en 2018.

## Synopsis
Les humains ont chassé les monstres de leurs terres. Lorsqu'un démon s'empare du trône du roi des monstres, la reine des monstres se réfugie dans le monde des humains. La reine enceinte et mourante va rencontrer le jeune Song Tianyin et la chasseuse de monstre Huo Xiaolan.

## Fiche technique
- Titre original : 捉妖记, Zhuō Yāo Jì
- Titre français : Chasseur de Monstres
- Titre anglais : Monster Hunt
- Réalisation : Raman Hui
- Scénario : Alan Yuen
- Pays d'origine :  Chine,  Hong Kong
- Format : couleurs - 35 mm - 2,35:1 - Dolby Digital
- Genre : Comédie, aventure et fantastique
- Durée : 117 minutes
- Date de sortie :
  - Chine : 16 juillet 2015

## Distribution
- Bai Baihe : Huo Xiaolan
- Jing Boran : Song Tianyin
- Jiang Wu : Luo Gang
- Elaine Jin : grand-mère
- Wallace Chung : Ge Qianhu
- Eric Tsang : Gao
- Sandra Ng : Ying
- Tang Wei : prêteur sur gages
- Yan Ni : Luo Ying

## Accueil

### Box-office
Le film est le premier film chinois du box-office 2015 et un des plus grands succès du box-office chinois.